# Фації геологічні осадові
Фації геологічні осадові — комплекс осадових гірських порід, частина шару або пласта з певними літологічними, морфологічними та ін. особливостями, що характеризують умови їхнього утворення — його динамікою, хім. режимом, органічним світом, глибиною і т. д. (напр., відклади каламутних потоків, кори вивітрювання, коралові, глибоководні тощо).

## Класифікація
Всі сучасні і викопні Ф.г.о. поділяють на три групи: морські, лагунні і континентальні. Кожну з цих груп поділяють на низку макро- та мікрофацій.
М о р с ь к і Ф. підрозділяють на макрофації: літоральні (прибережні), неритові (мілководні), помірно-глибоководні (межі глибин 100—500 м), батіальні (глибоководні), абісальні (найглибші осадові породи).
Л а г у н н і Ф. поділяють на такі макрофації: Ф. прісноводних лагун, Ф. засолених лагун, Ф. естуарів та лиманів.
К о н т и н е н т а л ь н і Ф. поділяють на: елювіальні, схилові, пролювіальні, алювіальні, озерні, болотні, еолові, льодовикові та ін. макрофації. Кожну з вказаних макрофацій поділяють на мікрофації. Напр., в алювіальній макрофації річок виділяють три мікрофації — руслову, заплавну, фацію стариць. Льодовикова макрофація включає: мікрофацію основної та кінцевої морен, флювіогляціальну (водно-льодовикову) та лімногляціальну (озерно-льодовикову) мікрофацію.

## Опис основних осадових фацій
Морські фації залежно від глибини нагромадження осадів, поділяють на прибережні, мілководні, помірноглибоководні та глибоководні.
Прибережні фації, складені велико- і середньоуламковими осадами (породами), серед яких часто присутні раковини молюсків, характерних для літоральної зони існування.
Мілководні (глибина до 100 м) та помірно-глибоководні (глибше 100 м) фації дуже різноманітні за складом і фауною. Вони представлені пісками, галечниками, глинами, а також форамініферовими, кораловими, брахіоподовими вапняками і крейдою. Хемогенні відклади включають у себе боксити, руди заліза, марганцю, фосфорити.
Глибоководні й дуже глибоководні фації представлені синіми, червоними та зеленими глинами, глауконітовими пісками, вулканогенно-осадовими відкладами, червоною глибоководною глиною, вапняками, діатомітами та ін.
Лагунні фації, що формуються у відокремлених морських мілководних басейнах, представлені хемогенними породами (вапняки, доломіти, солі, гіпс), а також теригенними відкладами, що є близькими за складом до морських осадів, але з обов'язковою наявністю глауконіту, фосфориту, вугленосних порід. Серед них зустрічається фауна мшанок, ракоподібних, риб.
Континентальні фації поділяються на наземні та відклади континентальних водоймищ. До наземних належать: а) фації кори вивітрю-вання, що складаються з каолінових глин, латеритів та інших продуктів вивітрювання; б) еолові (піщані) фації або фації пустель, представлені пісками, що характеризуються великим розповсюдженням і малою товщиною; в) льодовикові (моренні, флювіо-гляціальні) фації, складені з несортованого уламкового матеріалу, гравію, пісків, стрічкастих глин без наявності органогенного матеріалу; г) передгірські фації, що представлені відкладами осипів та тимчасових гірських потоків (брилами, щебінкою, валунами, галечниками, пісками, глинами) і характеризуються відсутністю органічних решток.
Фації континентальних водоймищ: а) річкові фації, приурочені до давніх захованих і сучасних річкових долин, які складаються з алювіальних та делювіальних відкладів; б) фації озер і боліт, що характе-ризуються лінзовидною формою залягання й невеликою товщею. Прісноводні фації складені пісками, гравієм, алевритами, глинами, що вміщують органічні рештки. Відклади солоних озер представлені перешаруванням кам'яної солі, сильвініту, гіпсу та інших солей за відсутності органічного матеріалу. Для боліт характерними є відклади торфу і залізних руд.